# Interdigitalelektrode

Prinzipieller Aufbau einer Interdigitalelektrode mit dem Elektrodenpaar in schwarz.

Eine Interdigitalelektrode besteht aus einem Paar kammförmiger ineinander verzahnter fingerartiger (Finger: lat. digitus) Elektroden. Jeder Kamm bildet eine Einzelelektrode.

## Verwendung

Zwei Interdigital-Transducer (schwarz dargestellt) dienen im dargestellten SAW-Filter als Sender (links) bzw. als Empfänger (rechts) von Oberflächenwellen.

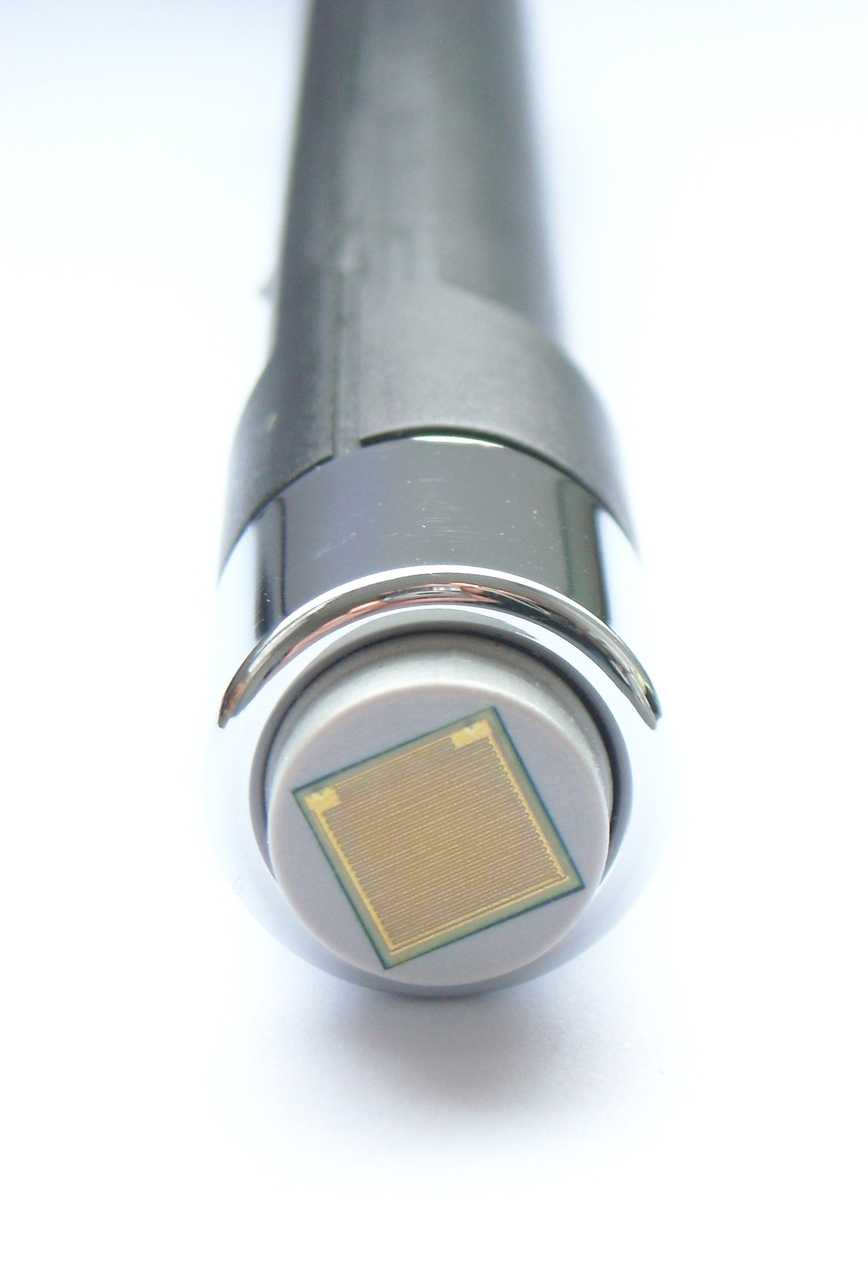
Eine Corneometersonde dient der Hautfeuchtemessung.

Interdigitalelektroden werden beispielsweise in Interdigitaltransducern verwendet, die z. B. in der Hochfrequenztechnik als Bandpassfilter dienen. Ferner werden sie in einer Vielzahl von unterschiedlichen Sensoren genutzt, die physikalische Größen wie Dehnungen oder chemische Größen, vor allem Stoffkonzentrationen, erfassen. Beispielsweise können sie in Feuchtesensoren verbaut sein, wobei Wechselstrom-Feuchtesensoren zur Bestimmung der Hautfeuchtigkeit auch Corneometer heißen. Die Anwendungsbereiche der Sensoren liegen in der Biomedizin, der Umweltüberwachung oder in der Industrie.

## Details zu Materialien, Aufbau und Herstellung
Für chemische Sensoren werden Elektroden aus inerten Materialien benötigt. Daher werden die Elektroden oft aus Kohlenstoff oder aus den Edelmetallen Gold oder Platin hergestellt bzw. es werden Nickelektroden vergoldet. Auch das Substrat soll möglich inert sein. Oft wird Glas, Glaskeramik oder Silizium verwendet. Auch Kunststoffe werden als Substratmaterialien genutzt, vor allem Polyimid, Polydimethylsiloxan (PDMS), Polyethylen (PE) oder Polyvinylchlorid (PVC).
Übliche Elektrodenabstände elektrochemischer Sensoren liegen im Mikrometerbereich, beispielsweise 5 µm, 10 µm oder 20 µm. Auch die Breite der miteinander verbundenen Elektrodenstreifen liegt oft im Bereich von 10 µm; auch 100 µm wurden verwendet. Ein Elektrodenstreifen, der 10 µm breit ist, kann z. B. 2 mm lang sein.  Bei Dehnungssensoren können die Elektrodenabstände und -breiten auch im Millimeterbereich liegen. Die Elektroden können auch ringförmig verlaufen.
Die Struktur der Elektroden kann entweder mit Hilfe der Lithographie hergestellt werden, oder es werden Siebdruckverfahren genutzt.